# آرکیبالد بولاک
آرکیبالد بولاک (Archibald Bulloch) (زادهٔ ۱ ژانویه ۱۷۳۰ – درگذشتهٔ ۲ فوریه ۱۷۷۷)، وکیل دادگستری، سرباز و دولت مرد اهل جورجیا در دوران انقلاب آمریکا بود. او نخستین فرماندار جورجیا بود. او همچنین پدر پدربزرگ مارتا استیوارت بولاک روزولت و همچنین پدربزرگِ پدربزرگ تئودور روزولت، بیست و ششمین رئیس‌جمهور ایالات متحده آمریکا بود.

## اوایل زندگی

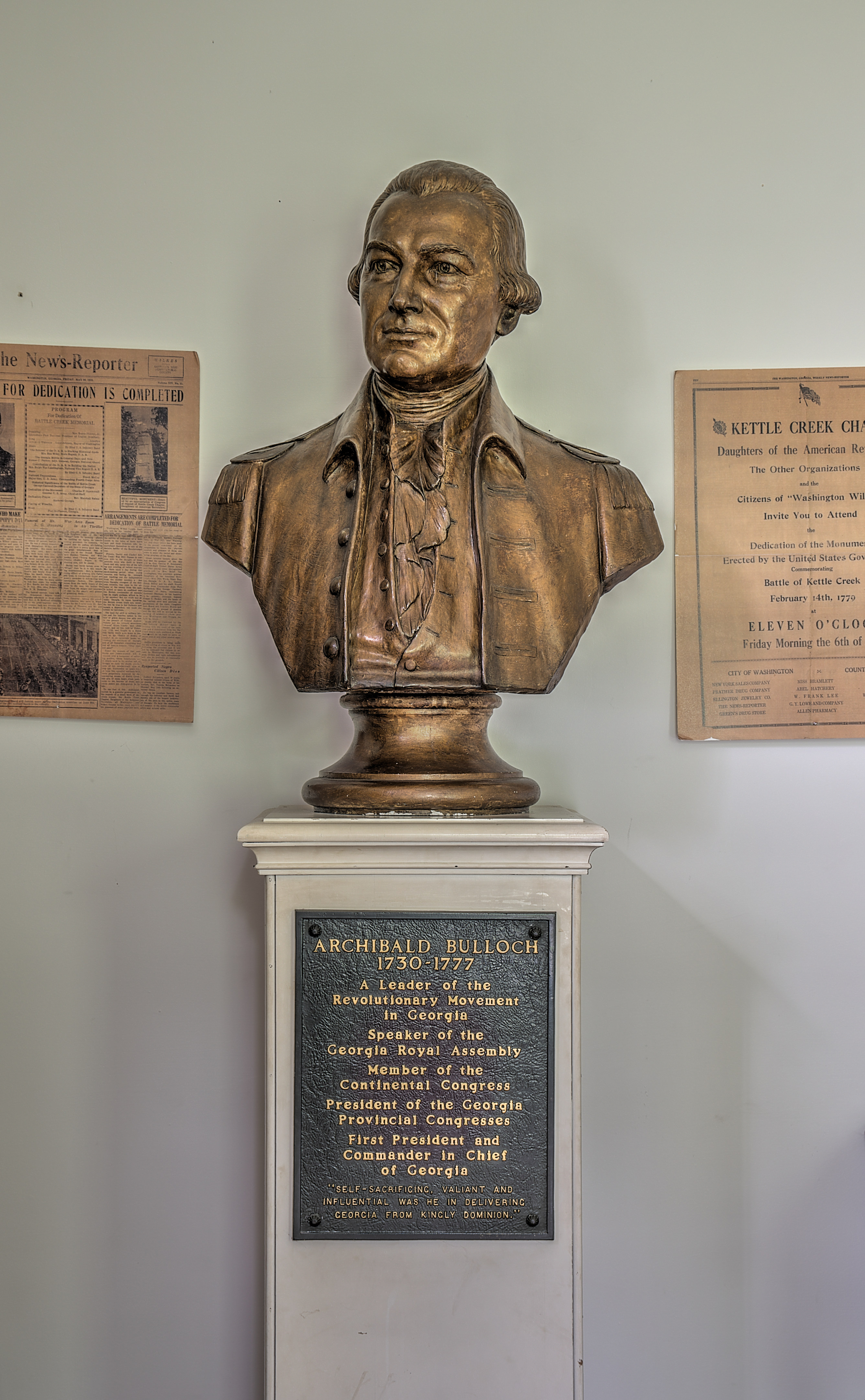
سردیس آرکیبالد بولاک در موزه تاریخی واشنگتن-ویلکس

بولاک در ۱۷۳۰ میلادی در چارلستون، کارولینای جنوبی به‌دنیا آمد. او پسر جیمز بولاک (۱۷۰۱ – ۱۷۸۰ میلادی) و ژان (نام تولد: استوبو) بولاک بود. پس از اتمام تحصیلات در چارلستون، او حرفه حقوق را در پیش گرفت و بعداً به عنوان ستوان در ملیشا (نیروی ایالتی) کارولینای جنوبی توظیف شد.
خانواده بولاک در ۱۷۵۸ میلادی به استان جورجیا نقل مکان نموده و خود بولاک در ۱۷۶۴ میلادی به ساوانا نقل مکان کرد. او در ۱۷۶۸ میلادی به مجلس قانون‌گذاری استعماری راه پیدا کرد.

## انقلاب
بولاک به عنوان عضو انجمن دوستان آزادی، یکی از نخستین حامیان انقلاب در جورجیا بود. او به عنوان رئیس اولین و دومین کنگره‌های استانی جورجیا خدمت نموده و در ۱۷۷۵ میلادی نماینده جورجیا در کنگره قاره‌ای بود. در آنجا، او برای «توانایی‌ها و شجاعت» که از خود نشان داد، مورد تحسین جان آدامز قرار گرفت. در کنگره قاره‌ای، او عضو کمیته مخفی بود که مسئولیت گردآوری تامینات جنگی را برعهده داشت. بولاک که در کنگره استانی سخنرانی می‌کرد، گفت «این زمانی صحبت در مورد میانه‌روی نیست؛ میانه‌روی در همین شرایط فعلی هیچ فضیلتی ندارد».
گفته می‌شود که بولاک همچنین یک فراماسون [عضو سازمان برادری] در جورجیا بوده‌است. نام وی همراه با جرج والتون، جان آدم تریوتلین، جیمز جکسون، ناتانیل پندلتون و ژنرال ساموئیل البرت در فهرست ۱۷۷۹ نفری ماسون‌ها (Masonic roll) در لژ شماره ۱ سولومان در ساوانا درج شده‌است.
بولاک ممکن بود، یکی از امضاءکنندگان اعلامیه استقلال باشد، اما او تصمیم گرفت تا به جورجیا بازگشته و به انقلاب در آنجا یاری رساند. او به جان آدامز نوشت، «این چنین سلسله‌ای از پیروزی‌ها که نصیب ارتش آمریکایی شده‌است ما را جسورتر می‌سازد تا به مشیت خدا که به‌طور چشم‌گیری در نیابت از ما مداخله نموده‌است، اعتماد نموده و هیچ کاری به‌جز از پخش امیدهای سرخ‌فام خود انجام ندهیم و هنوز هم ارزشمندترین آزادی‌های خود را حفظ کنیم». آدامز از اینکه بولاک نمی‌تواند، اعلامیه استقلال را امضاء کنید ناامید شده و گفت: «جناب، من واقعاً از اطلاعاتی که شما به من دادید و اینکه شما نمی‌توانید دوباره به فیلادلفیا بی‌آیید، بسیار ناامید شدم».
در ۱۷۷۶ میلادی، بولاک تحت فرماندهی سرهنگ لاکلان مک‌انتوش در نبرد قایق‌های برنج و نبرد تایبی آیلند جنگید. در ۳۰ ژوئن ۱۷۷۶، او در حکومت موقت جمهوری‌خواه ایالت به عنوان رئیس و فرمانده کل قوای جورجیا انتخاب شد. زمانی که او قانون اساسی ایالت را در ۲۰ فوریه ۱۷۷۷ میلادی امضاء نمود، سمت وی از رئیس به فرماندار جورجیا تغییر کرد. از این‌رو، وی نخستین رئیس اجرائی جورجیا در یک حکومت مبتنی بر قانون اساسی درست بود، اما به‌طور کلی، وی پس از دوره‌های کوتاه خدمت رئیس ویلیام اوین و رئیس جورج والتون، سومین رئیس اجرائی جورجیا بود.

## زندگی شخصی
در ۱۰ اکتبر ۱۷۶۴، بولاک با ماری دی ویاوکس (۱۷۴۸ – ۱۸۱۸ میلادی)، دختر آن (نام تولد: فیرچایلد) دی ویاوکس و سرهنگ جیمز دی ویاوکس که یک زمین‌دار معروف در ساوانا بود، ازدواج نمود. آنها باهم یک فرزند داشتند:
- ویلیام بلینجر بولاک (۱۷۷۷ – ۱۸۵۲ میلادی)، کسی که از جورجیا در مجلس سنای ایالات متحده نمایندگی کرد.[۹]

بولاک در جریان آمادگی برای دفاع از تجاوز بریتانیا به جورجیا در ۱۷۷۷ میلادی، وفات کرد. برخی گمانه‌زنی‌های وجود دارد که او مسموم شده بود، اما این ادعا هرگز به اثبات نرسید. مرگ وی ضربه شدیدی بود، چون تنها او بود که با رهبری خود فرقه‌های ویگ را در یک ایالت جوان و پرآشوب متحد نگه می‌داشت. او در قبرستان کلونیل پارک در ساوانا به خاک سپرده شده‌است.

### میراث
رئیس‌جمهور ایالات متحده تئودور روزولت، نوهِ نوه آرکیبالد بود. یکی از نوادگان وی، النور روزولت، بانوی نخست ایالات متحده آمریکا بود. پسر تئودور روزولت به‌نام آرکیبالد، به افتخار جد وی نام‌گذاری شده بود.
شهرستان بولاک در ایالت جورجیا پس از وی نام‌گذاری شده‌است.